# 찰스 롱리
찰스 T. 롱리(Charles T. Longley, 1794년-1868년)는 캔터베리 대주교이다.
잉글랜드 켄트 출신으로 1860년 요크 대주교, 1862년 캔터베리 대주교가 되었다. 1867년 캐나다 등 여러 나라의 성공회 주교들을 런던 교외의 램버스 성으로 소집하여 제1회 램버스 회의를 개최하였다.